# Juan de Borgoña

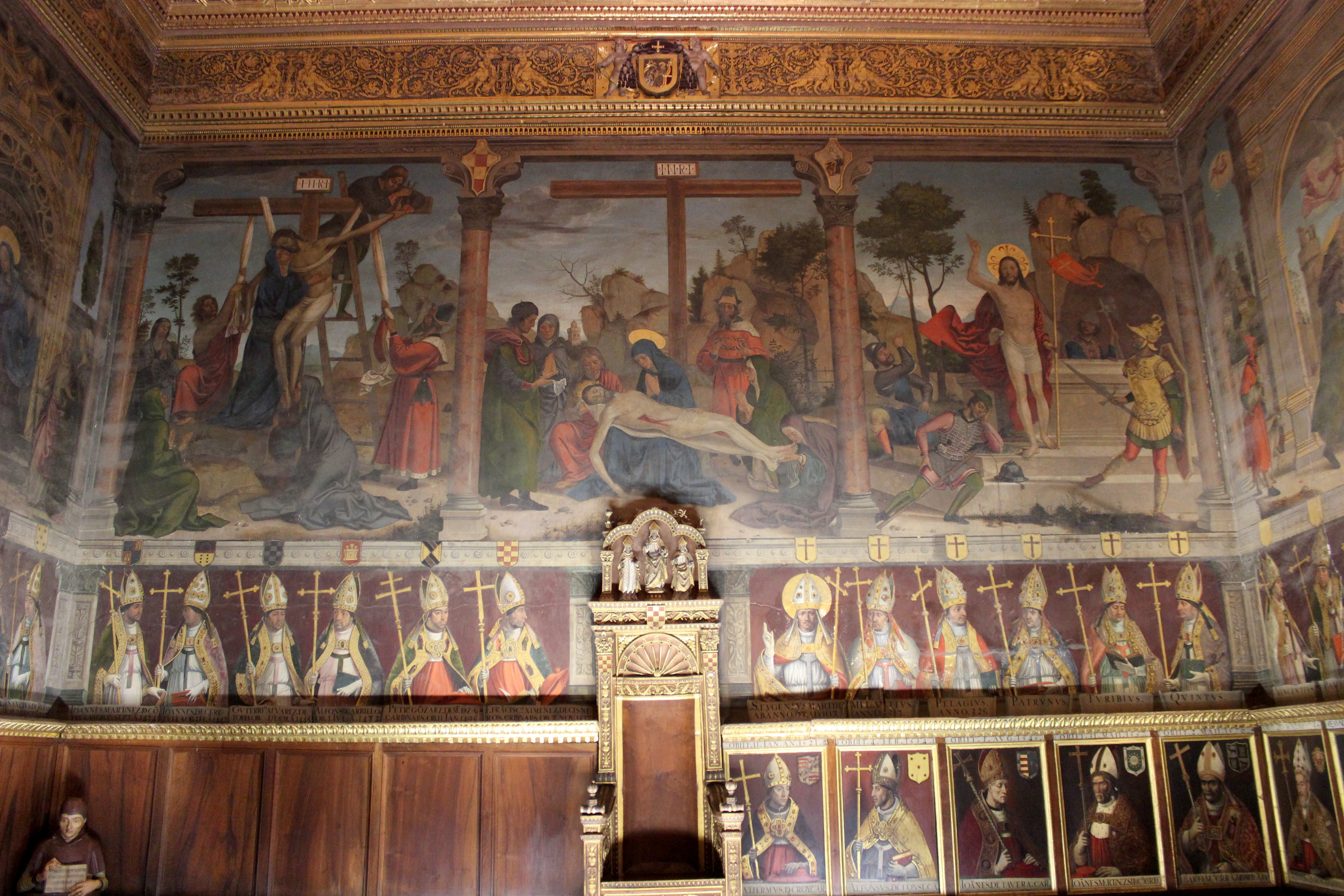
Kapitelsaal der Kathedrale von Toledo mit Wandgemälden von Juan de Borgoña

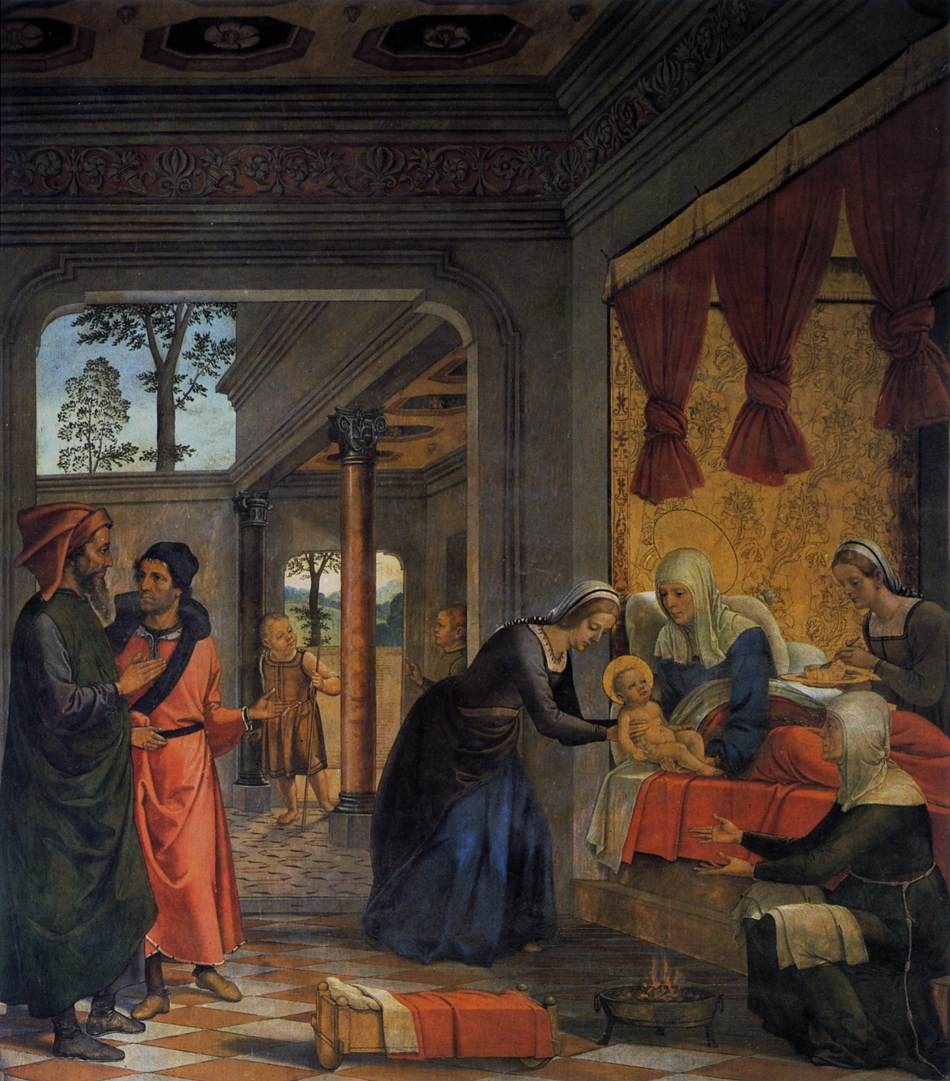
Die Geburt Jesu Christi von Juan de Borgoña

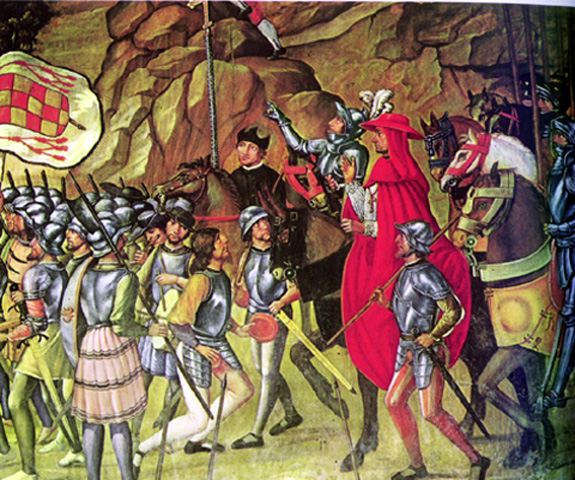
Die Einnahme von Oran durch Kardinal Cisneros von Juan de Borgoña

Juan de Borgoña (* um 1470; † um 1536; wirkend zwischen 1495 und 1536) war ein spanischer Maler der Renaissance. Sein künstlerischer Beitrag war ästhetisch stilbildend für seinen Hauptwirkungsort Toledo und für die Einführung der Renaissance im gesamten Kastilien.

## Leben und Werk
Die Herkunft Juan de Borgoñas ist unbekannt. Möglich ist eine Herkunft aus dem damaligen Burgund, wie dies sein Name nahelegt. Möglich ist auch eine Herkunft aus den damaligen kastilischen Gebieten. Er hat allerdings mit hoher Wahrscheinlichkeit eine Malerausbildung in Florenz oder in Oberitalien erhalten. Stiluntersuchungen seiner Werke zeigen große Ähnlichkeiten zu den Quattrocento-Meistern aus Florenz, insbesondere zu Piero della Francesca.
Die ersten dokumentierten Nachrichten über Juan de Borgoñas Arbeit sind Zahlungsbelege von 1495 für künstlerische Arbeiten im Kreuzgang der Kathedrale von Toledo. Hier malt er die Heimsuchungsszene Marias und arbeitete mehrere Wappendarstellungen aus. Zwischen 1509 und 1511 führte er sein künstlerisch wertvollstes Werk, die Dekoration des Kapitelsaals der Kathedrale von Toledo, aus. Hier schuf er ein grandioses künstlerisches Ensemble der spanischen Renaissance mit Fresken im italienischen Stil, die sich zu einem illusionistischen Raum aus Architektur und dichten Landschaften im Hintergrund öffnen. Naturalistische und dekorative Details in der Darstellung von Pflanzen und Vasen oder die gesamten Golgota-Fresken offenbaren einen dramatischen Sinn, den man bis dahin eher nordischen Kunsttraditionen wie der flämischen oder auch der Kunsttradition in Burgund zuschrieb. Die Fresken im Kapitelsaal fanden 1514 ihre Fortsetzung in der mozarabischen Kapelle derselben Kathedrale, wo die Erzählung von Kardinal Cisneros’ Oran-Feldzug historisch-beschreibend künstlerische Dichte erhält. Weitere wichtige Spätwerke sind die Altarbilder von Camarena (1517) und Pastrana (1518), sein Werk an der Universität von Alcalá (1519) und die Dreifaltigkeit des Hauptaltars der Kathedrale von Toledo.
Die Arbeiten an der Kathedrale von Toledo stellen gewissermaßen ein künstlerisches Epizentrum von Juan de Borgoña dar. Nichtsdestotrotz schuf er in Zentralspanien weitere bedeutende Werke. So wurden von ihm weitere Arbeiten in Madrid, Cuenca, Guadalajara und Salamanca nachgefragt und künstlerisch umgesetzt. Für diese Arbeiten muss eine große Werkstatt vorausgesetzt werden, in der auch sein Sohn Juan de Borgoña der Jüngere arbeitete. Diese Situation führte in der Kunstgeschichte zu Zuschreibungsproblemen.